# Otto Christoph von Sparr

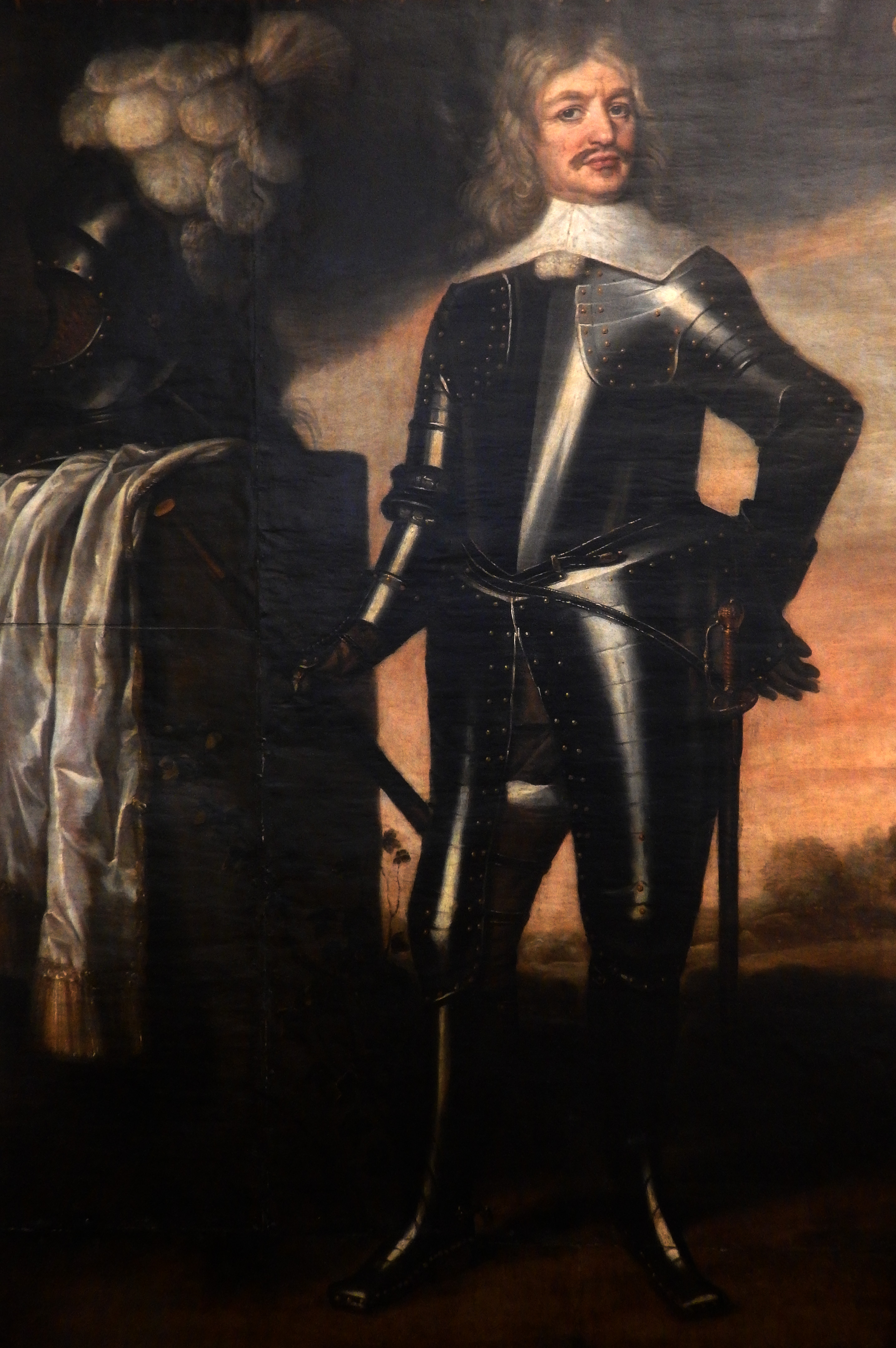
Pintura de Otto Christoph von Sparr.

Otto Christoph Freiherr von Sparr (13 de noviembre de 1599 o 1605-9 de mayo de 1668) fue un Generalfeldmarschall de Brandeburgo-Prusia.
Sparr provenía de una familia noble del Margraviato de Brandeburgo. Nació en Lichterfelde en las cercanías de Eberswalde en 1599 o en Prenden en las cercanías de Bernau en 1605.
Sparr fue un oficial imperial durante la Guerra de los Treinta Años. Hizo campaña principalmente en el noroeste de Alemania durante la guerra, teniendo un mando mayormente independiente en Westfalia. Asedió Essen en 1641 y luchó cerca de Stargard. Sparr fue capturado cerca de Warendorf.
Después de la guerra en 1649, Saprr lideró la campaña del Electorado de Colonia contra Lieja; en diciembre de ese año entró al servicio del Elector Federico Guillermo de Brandeburgo.
Las tropas de varios territorios del Elector Federico Guillermo tradicionalmente habían tenido mandos separados. En 1651, el elector concedió a Sparr el mando sobre todas las tropas de guarnición fuera de Brandeburgo y el Ducado de Prusia; a lo que siguió en 1655 el mando sobre todas las tropas de Brandeburgo-Prusia. Sparr actuó como el Jefe de Estado Mayor de Federico Guillermo cuando el elector personalmente lideró las tropas, como en la batalla de Varsovia de 1656. Durante el último día de la batalla,  Generalfeldzeugmeister (Maestro de Ordenanza) von Sparr lideró con suceso el asalto de Brandeburgo sobre las fuerzas polacas. Fue promovido a Mariscal de Campo en 1657.
Sparr luchó contra  Suecia en 1658 y conquistó la fortaleza de Demmin al año siguiente. Entre 1663-64 lideró el contingente de Brandeburgo en Hungría contra el Imperio otomano, por lo que fue nombrado Generalfeldmarschall imperial y Reichsgraf. Su último mando fue la sumisión de Magdeburgo en 1666.
Sparr fue un proponente de la artillería y los ingenieros militares. También comenzó a desarrollar un grupo de oficiales en lo que se convirtió en el Estado Mayor.
Sparr murió en Prenden en 1668. Su tumba, diseñada por Artus Quellinus, se halla en la Iglesia Marienkirche de Berlín. En 1892, el suburbio berlinés de Wedding nombró la calle Sparrstraße (después en 1897 Sparrplatz) en honor al mariscal de campo.